# Pietro Respighi
Pietro Respighi (Bologna, 22 settembre 1843 – Roma, 22 marzo 1913) è stato un cardinale e arcivescovo cattolico italiano.

## Biografia
Nacque a Bologna il 22 settembre 1843, quinto figlio di Giovanni Battista Respighi, professore di matematica all'Università di Bologna e Modesta Tinelli.
Papa Leone XIII lo elevò vescovo il 14 dicembre 1891, consacrato il 20 dicembre dal cardinale Lucido Maria Parocchi; arcivescovo metropolita di Ferrara dal 30 novembre 1896; elevato al rango di cardinale nel concistoro del 18 giugno 1899.
È stato cardinale vicario della diocesi di Roma dal 1900 fino alla sua morte, avvenuta nel palazzo del Vicariato.
Morì il 22 marzo 1913 all'età di 69 anni. Fu sepolto nel cimitero del Verano, in seguito traslato nella basilica dei Santi Quattro Coronati al Laterano di cui aveva il titolo cardinalizio.

## Genealogia episcopale e successione apostolica
La genealogia episcopale è:
- Cardinale Scipione Rebiba
- Cardinale Giulio Antonio Santori
- Cardinale Girolamo Bernerio, O.P.
- Arcivescovo Galeazzo Sanvitale
- Cardinale Ludovico Ludovisi
- Cardinale Luigi Caetani
- Cardinale Ulderico Carpegna
- Cardinale Paluzzo Paluzzi Altieri degli Albertoni
- Papa Benedetto XIII
- Papa Benedetto XIV
- Papa Clemente XIII
- Cardinale Marcantonio Colonna
- Cardinale Giacinto Sigismondo Gerdil, B.
- Cardinale Giulio Maria della Somaglia
- Cardinale Carlo Odescalchi, S.I.
- Cardinale Costantino Patrizi Naro
- Cardinale Lucido Maria Parocchi
- Cardinale Pietro Respighi

La successione apostolica è:
- Vescovo Giovanni Oberti, Sch. P. (1901)
- Vescovo Federico de Martino (1902)
- Vescovo Antonio di Tommaso (1902)
- Vescovo Salvatore Fratocchi (1903)
- Arcivescovo Prospero Scaccia (1903)
- Vescovo Francesco Maria Traina (1903)
- Cardinale Vittorio Amedeo Ranuzzi de' Bianchi (1903)
- Arcivescovo Vincent Pulisic (1904)
- Arcivescovo Luigi Morando, C.S.S. (1906)
- Vescovo Camillo Tiberio (1906)
- Cardinale Pietro La Fontaine (1906)
- Cardinale Giulio Serafini (1907)
- Vescovo Roko Franjo Vučić (1907)
- Vescovo Luigi Ermini (1909)
- Arcivescovo Americo Bevilacqua (1909)
- Vescovo Agostino Laera (1910)
- Arcivescovo Raffaele Santi (1912)